# Metge descalç

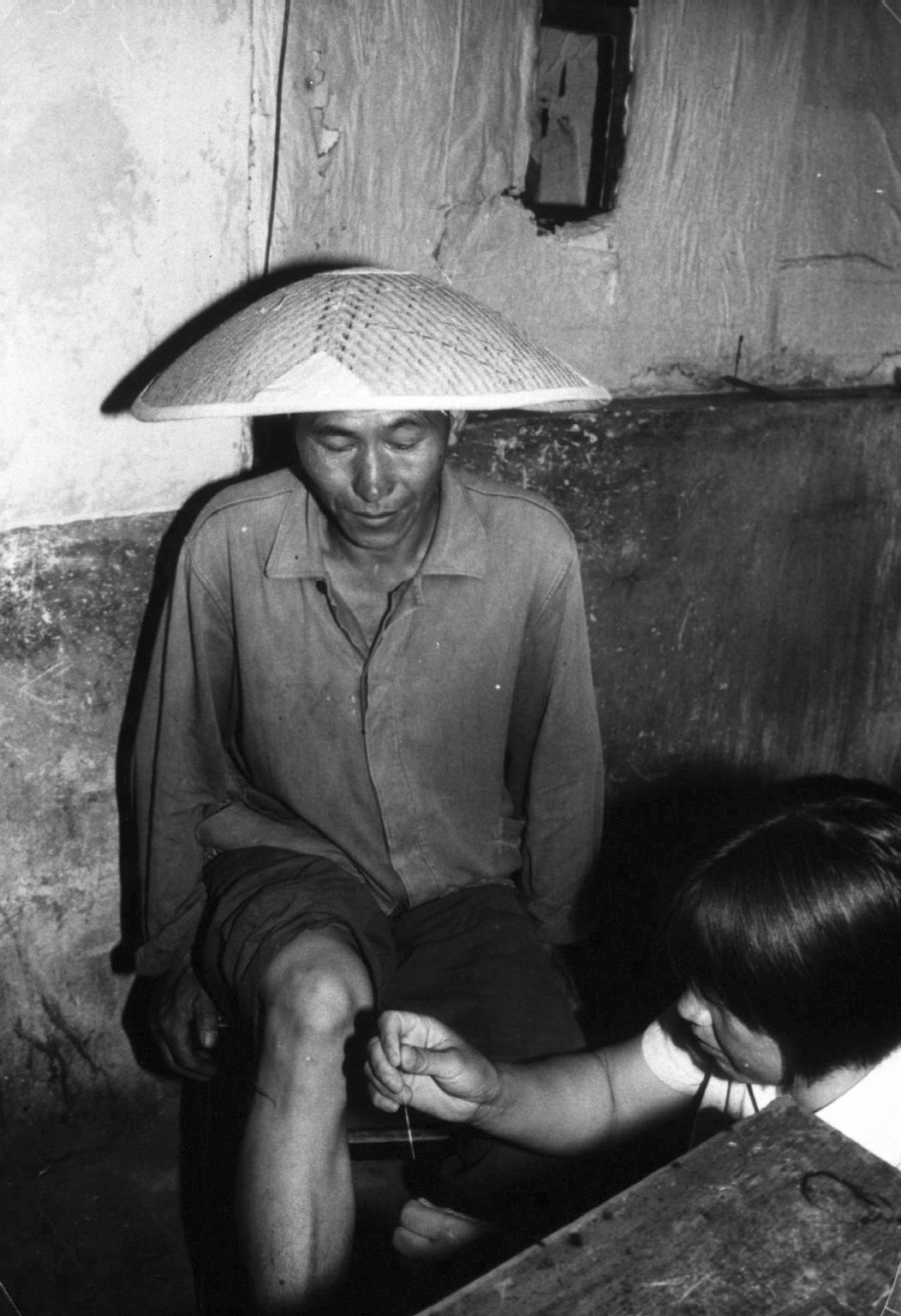
Un metge descalç realitzant acupuntura en un home

Els metges descalços (xinès: 赤脚 医生; pinyin: chìjiǎo yīshēng) eren proveïdors d'assistència sanitària que van rebre formació mèdica bàsica i treballaven a pobles rurals de la Xina. Incloïen agricultors, curanderos populars, proveïdors de serveis sanitaris rurals i graduats recents de secundària que havien rebut una educació mèdica i paramèdica bàsica mínima. El seu propòsit era portar l'assistència sanitària a les zones rurals on els metges amb formació urbana no s'establirien. Van promoure la higiene bàsica, l'atenció sanitària preventiva i la planificació familiar i van tractar malalties comunes. El nom prové dels agricultors del sud, que sovint treballaven descalços als arrossars, i simultàniament treballaven com a metges.
A la dècada de 1930, el Moviment de la Reconstrucció Rural havia estat pioner en els treballadors sanitaris del poble formats en salut bàsica com a part d'un sistema coordinat, i hi havia hagut experiments provincials després de 1949, però després del discurs sobre salut sanitària de Mao Zedong el 1965, el concepte es va desenvolupar i institucionalitzar. La política sanitària de la Xina va començar a subratllar la importància dels metges descalços després de la directiva del 26 de juny de Mao Zedong i, el 1968, el programa de metges descalços es va integrar en la política nacional. Aquests programes s'anomenaven "sistemes mèdics cooperatius rurals" i funcionaven per incloure la participació de la comunitat en la prestació rural de serveis de salut.
Els metges descalços van passar a formar part de la Revolució Cultural, que també van disminuir radicalment la influència del Ministeri de Salut, que s'havia omplert de metges amb formació occidental. Tot i així, els metges descalços van continuar introduint la medicina occidental a les zones rurals fusionant-la amb la medicina xinesa. Amb l'aparició de reformes orientades al mercat després de la Revolució Cultural, es va dissipar el suport polític als metges descalços i les "crisis sanitàries dels camperols van augmentar substancialment després que el sistema es va trencar als anys vuitanta". Malgrat el fet que el sistema mèdic oficial de metges descalços va arribar a la seva fi, el llegat dels metges descalços va inspirar la conferència de l'Organització Mundial de la Salut (1978) sobre atenció primària de salut i la Declaració d'Alma Ata resultant.